# Copper Kettle
Copper Kettle (lub „Get you a Copper Kettle”, „Copper Kettle (The Pale Moonlight)”) – piosenka skomponowana przez Alberta Franka Beddoe, która została spopularyzowana przez Joan Baez w roku 1962. Według książki autorstwa Pete’a Seegera, utwór napisany został w roku 1946.
Tekst utworu chwali dobre strony pędzenia bimbru, gdzie mężczyzna twierdzi, że jego „ojciec robił whisky, a także dziadek”. Wers „My nie płacimy podatku od whiskey od roku 1792.” nawiązuje do nałożonego rok wcześniej podatku, przez nowo powstały wówczas rząd federalny Stanów Zjednoczonych. Wymuszony podatek akcyzowy sprowokował Whiskey Rebellion. Niedługo potem, w roku 1803 nakaz został zniesiony. Pozytywne słowa i prosta melodia pozwoliły „Copper Kettle” stać się popularną piosenką folk.

## Wersja Boba Dylana
Piosenka zaaranżowana została przez Boba Dylana, nagrana przez niego na czterech sesjach w marcu 1970 r. i wydana na albumie Self Portrait w czerwcu 1970 r. Została także wybrana na stronę B singla „Wigwam”.

### Historia i charakter utworu
Utwór ten został nagrany na siódmej sesji do albumu 5 marca 1970 r. Plonem tej sesji były także: „Alberta # 1”, „Alberta # 2”, „Gotta Travel On”, „The Boxer”, „It Hurts Me Too”, „Little Sadie”, „Belle Isle”, „Annie’s Gonna Sing Her Song” i „If Not for You”. Ta siódma sesja była ostatnią sesją nagraniową do albumu oraz ostatnią, w której udział brał Dylan. Pozostałych siedem sesji były instrumentalnymi sesjami overdubbingowymi. Dla tej piosenki sesjami overdubów były: sesja 10 (13.3), sesja 11 (17.3) oraz sesja 12 (17.3).
Chociaż piosenka ta jest przypisywana Albertowi Frankowi Beddoe, niewątpliwie jest źródła są jednak starsze. Najpewniej z regionu Kentucky. Beddoe napisał tę piosenkę do folkowej opery Go Lightly, Stranger w 1953 r.
Tematem tej piosenki (jak i wielu utworów folkowych) jest bimbrownictwo („Copper kettle” to „miedziane garnki, kadzie”, w których pędzono bimber).
Pominąwszy kompletnie niepasujące do piosenki żeńskie chórki, jest to jedna z lepiej wykonanych piosenek na albumie i Dylanowi udało się mimo wszystko odświeżyć ten nieco zapomniany utwór. Piosenka jest wykonywana przez Dylana nieco w stylu Carter Family.

### Muzycy
Sesja 7
- Bob Dylan – gitara, harmonijka, wokal, pianino
- Norman Blake – gitara
- Fred Carter Jr. – gitara
- Pete Drake – elektryczna gitara hawajska
- Bob Moore – gitara basowa
- Bill Pursell – pianino
- Kenneth Buttrey – perkusja

sesje overdubbingowe
Sesja dziesiąta
- Charlie McCoy – gitara basowa, marimba
- Kenneth Buttrey – perkusja

Sesja jedenasta
- Bubba Fowler – puzon
- Karl T. Himmel – perkusja
- Ron Cornelius – gitara, gitara dobro
- Bill Walker – arranżer
- Rex Eugene Peer – puzon
- William Pursell – instrumenty klawiszowe
- Gene Mullins – puzon
- Dennis Good – puzon
- Frank C. Smith – chórek (?)
- Martha McCrory – wiolonczela
- Byron T. Bach – wiolonczela
- Gary Van Osdale – altówka
- Lillian Hunt – altówka
- Sheldon Kurland – skrzypce
- Martin Katahn – skrzypce
- Marvin Chantry – aktówka
- Brenton Banks – syntezator, skrzypce
- George Binkley – skrzypce
- Solie I. Fott – skrzypce
- Barry McDonald – aranżer

Sesja dwunasta
- Bob Moore – gitara basowa
- Charlie Daniels – gitara, gitara dobro
- Karl T. Himmer – perkusja

## Inne wersje
- Oscar Brand – American Drinking Songs (1956)
- Chet Atkins – This Is Chet Atkins (1971)
- Country Gentlemen – Live in Japan (1972)